# Romain Colas
Romain Colas, né le 22 novembre 1979, est un homme politique français, membre du Parti socialiste. Maire de Boussy-Saint-Antoine depuis 2008, il est député entre 2014 et 2017.

## Parcours professionnel
Romain Colas effectue toute sa scolarité dans le Val d’Yerres avant de rejoindre l’Université de Paris 1, où il obtient un master de communication politique et sociale.
Il fait partie de l'équipe de campagne de Lionel Jospin, alors candidat à l'élection présidentielle de 2002. Après la défaite de Lionel Jospin, il soutiendra alors Martine Aubry. 
En 2003, il devient collaborateur de François Lamy (PS, maire de Palaiseau), puis chef de cabinet du maire de Palaiseau. 
De 2008 à 2011, il occupe les fonctions de directeur marketing chez Scientipôle aménagement à Palaiseau (91).
En 2018, il dirige la campagne d'Olivier Faure dans le cadre du congrès d'Aubervilliers du parti socialiste et devient son directeur de cabinet.
Depuis 2019, il est membre du bureau national du parti socialiste et est secrétaire national chargé de la communication. 

## Mandats

### Mandats municipaux et Intercommunautaires
Lors des élections municipales de 2008 dans l'Essonne il est élu maire de Boussy-Saint-Antoine (91) avec 66,97% des suffrages exprimés,. Il devient vice-président de la Communauté d'agglomération du Val d'Yerres, chargé de l'environnement, aménagement du territoire et du développement durable.
Il est réélu maire de Boussy-Saint-Antoine lors des municipales de 2014 avec 76,76% des suffrages exprimés en mars 2014.
Lors des élections cantonales de 2011 dans l'Essonne, il est élu conseiller général du canton d'Épinay-sous-Sénart avec 73,66 % des voix puis est nommé vice-président du conseil général de l'Essonne, chargé de la cohésion sociale et urbaine ainsi que de la coopération décentralisée, poste duquel il démissionne  au profit de sa suppléante Monique Ntinou-Bemba, ex-adjointe au maire à Épinay. En effet, il est alors frappé par la législation limitant le cumul des mandats en France à la suite de la nomination de Thierry Mandon en tant que Secrétaire d'État à la Réforme de l'État et à la simplification, et qu'il remplace comme député de l'Essonne. 
En 2020, il est réélu maire de Boussy-Saint-Antoine avec 83,94% des voix au premier tour avec une participation de 40% dans un contexte de pandémie de Covid.  
En 2021, il est sur la liste socialiste Essonne des élections régionales d'Audrey Pulvar au premier tour, mais pas au deuxième tour lors de la fusion des trois listes EELV, FI et PS.

### Mandat parlementaire
Suppléant de Thierry Mandon, élu député de la 9e circonscription de l'Essonne en juin 2012 avec 56,75% des suffrages exprimés, Romain Colas devient à son tour député le 4 juillet 2014 lorsque Thierry Mandon intègre le Gouvernement Valls I. Il siège au sein de la commission des finances le 8 juillet 2014.
Après l'élection d'Emmanuel Macron à la présidence, il est battu dès le premier tour, sous l'étiquette du Parti socialiste, lors des législatives de 2017 par Marie Guévenoux (LREM),, n'arrivant qu'en quatrième position.